# Celon Pharma
Celon Pharma S.A. ist ein polnisches Unternehmen mit Sitz in Łomianki, das in der pharmazeutischen Industrie tätig ist.
Das Unternehmen legt seinen Schwerpunkt auf die Entwicklung und Herstellung von generischen Medikamenten zur Behandlung von Krebs, neurologischen Erkrankungen, Diabetes und anderen Stoffwechselstörungen. Die Forschungs- und Entwicklungsabteilung von Celon Pharma besteht aus über 200 Wissenschaftlern, von denen 1/3 über einen Doktortitel in Molekularbiologie, Pharmazie oder Chemie verfügt. Das Forschungszentrum des Unternehmens entwickelt Pharmazeutika in der Onkologie, Neurologie sowie Entzündungs- und Stoffwechselkrankheiten. Besonderes Gewicht wird auf die Entwicklung von Inhalationstherapien gelegt.
Das Unternehmen ist eine Tochtergesellschaft von Glatton sp z o.o. und wurde im Jahre 2002 von Maciej Wieczorek gegründet, der heute noch über die Aktienmehrheit verfügt.
Celon Pharma ist im polnischen Mittelwerteindex mWIG40 notiert.

## Marken
Das Produktportfolio umfasst Tabletten wie Aromek, Donepex, Ketrel, Lazivir und Valzek sowie Inhalationspulver wie Salmex.